# Botnische Golf
De Botnische Golf (Zweeds: Bottniska viken, Fins: Pohjanlahti) is het noordelijkste gedeelte van de Oostzee. De zee ligt tussen de westkust van Finland en de oostkust van Zweden. In het zuiden van de golf liggen de archipel van Åland en de Ålandzee. In het midden bevindt zich een versmalling; deze wordt 'Kvarken' genoemd.
De Golf is maximaal 725 kilometer lang en is tussen de 80 en 240 kilometer breed. De gemiddelde diepte is 60 meter al ligt het diepste punt 295 meter onder de zeespiegel. De Golf heeft een oppervlakte van 117.000 km².

## Geofysische samenstelling
De Botnische Golf is bijzonder doordat zijn zoutgehalte naar het noorden toe snel daalt. In het zuiden is het water het normale brakke water van de Oostzee, maar in het noorden heeft de Golf een zoutgehalte dat zo laag is (0,2%) dat men het zout in het water niet meer kan proeven en er veel zoetwatervissen in gedijen. Dit is te verklaren doordat er veel rivieren zoet water in de Botnische Golf uitstorten, doordat er door de noordelijke ligging nauwelijks water verdampt en doordat er slechts een nauwe verbinding op grote afstand met de oceaan is.
De Botnische Golf is gedurende vijf maanden in het jaar bevroren. Vanwege de noordelijkere ligging èn het lagere zoutgehalte vriest het noordelijke deel het eerst dicht en komt als laatste vrij. In de periode van half december tot medio mei mogen schepen alleen de Botnische Golf binnenvaren onder begeleiding van ijsbrekers. In maart bereikt de ijsdekking doorgaans de maximale omvang. In de zomer smelt al het ijs. 